# 베른-벨프-툰 철도
베른-벨프-툰 철도(Bern–Belp–Thun railway)는 스위스의 철도이다. 이 철도는 시공 건설사의 이름을 따서 귀르베탈반(Gürbe Valley Railway, GTB)이라고도 한다. GTB는 귀르베탈(귀르베 계곡)을 통과하는 노선의 건설 및 운영을 위해 1901년 8월 14일에 설립되었다.

## 역사

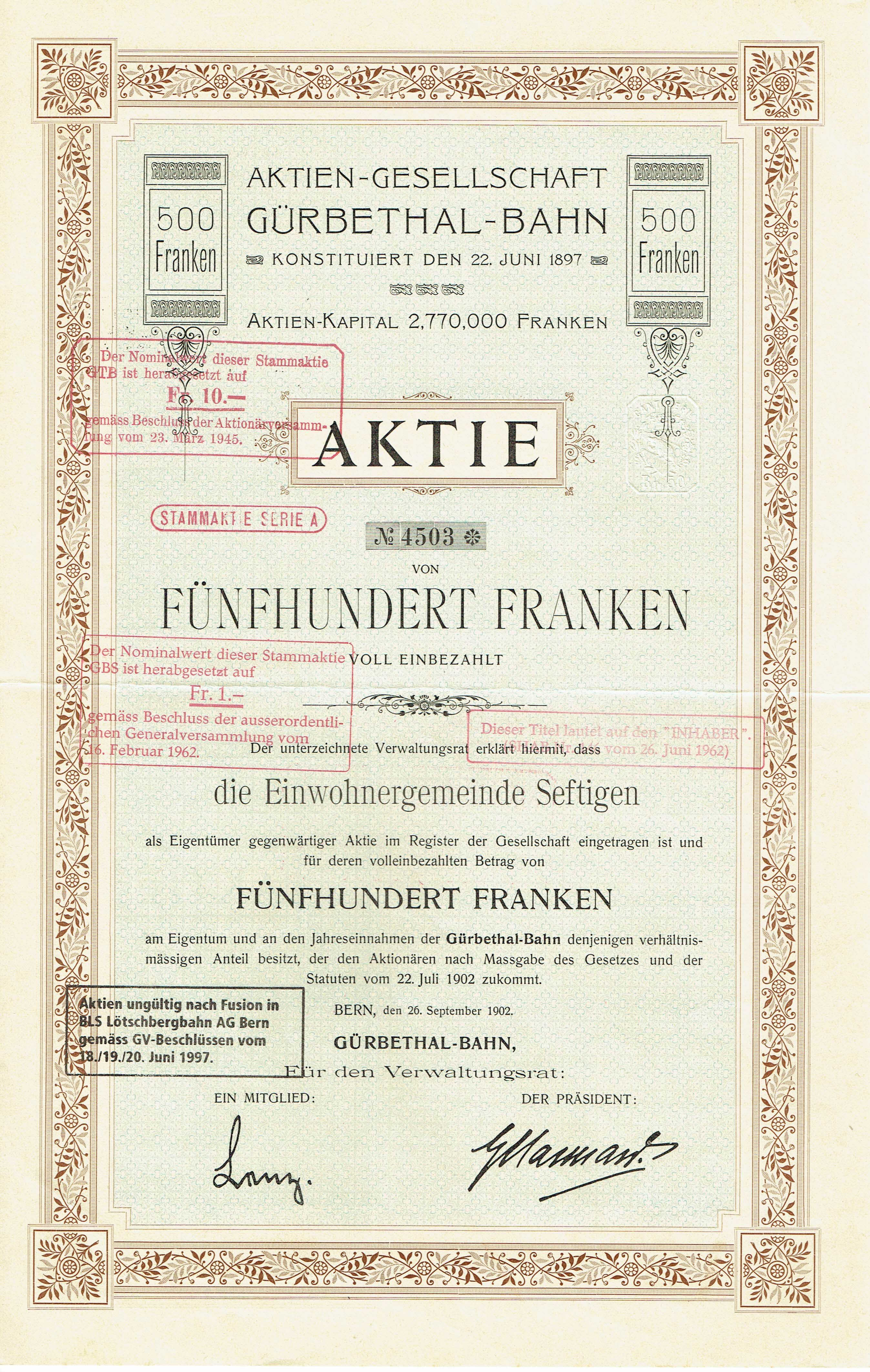
1902년 9월 26일 발행된 귀르베탈반의 주식증서

베른 바이센뷜과 부르키슈타인-바텐빌 사이의 귀르베 계곡 철도의 첫 번째 구간은 1901년 8월 14일에 개통되었으며, 베른 바이센뷜에서 이전 홀레겐역까지 이어지는 구간은 1901년 11월 9일에 개통되었다. 부르키슈타인-바덴빌(현재 브르키슈타인)의 마지막 구간 툰까지는 약 1년 후인 1902년 11월 1일에 문을 열었다.
이 노선은 1920년 8월 16일 전력 공급으로 전환된 베른 정부의 법령에 따라 전철화되었다. 이 철도는 칙령 철도(Dekretsbahnen)라고 했으며 전철화를 위해 조달된 Ce 4/6 기관차는 법령 공장(Dekretsmühlen)이라고 불렸다.
이 철도 회사는 1944년 1월 1일 다른 법령 철도인 베른-슈바르첸부르크 철도(Bern-Schwarzenburg Railway, BSB)와 합병하여 귀르베탈-베른-슈바르첸부르크 철도(GBS)를 형성했다.
GTB와 BSB는 GBS와 함께 베른-뢰치베르크-심플론 철도(BLS) 및 1912년까지 툰호 철도(Thunerseebahn, TSB)의 지휘 하에 BLS 그룹의 일부가 되었다. 그룹의 4개 구성원인 BLS, GBS, 슈피츠-에를렌바흐-츠바이지멘 철도(SEZ) 및 베른-뇌샤텔 철도(BN)는 1997년에 합병되어 BLS 뢰취베르크 철도를 형성했다. 2006년에 미텔란트 지방교통(Regionalverkehr Mittelland, RM)과 합병하여 BLS AG를 형성했다. 2009년부터 철도 인프라는 BLS Netz AG에 귀속되었다.

## 차량
차량군은 항상 TSB의 차량과 이후에 BLS의 차군량과 통합되었으며, 번호 지정 체계를 사용했다. 이 운영 커뮤니티 내에서 철도 차량은 필요에 따라 다른 노선에서 자주 사용되었다. 각 회사는 해당 노선을 운영하는 데 필요한 만큼의 차량을 소유할 수 있도록 주의를 기울였다. 귀르베 계곡 철도의 차량은 1995년 클럽 델 산 고타르도(Club del San Gottardo)로 이전된 Ce 4/6 기관차를 포함했다.